# Christmas Valley Sand Dunes
 (janvier 2024).
Pour les articles homonymes, voir Christmas.
Les Christmas Valley Sand Dunes (dunes de sable de Christmas Valley) sont un complexe naturel de dunes de sable couvrant 44 km² à l'est de Christmas Valley dans le comté de Lake, dans l'Etat d'Oregon, aux États-Unis, à environ 160 km au sud-est de la ville de Bend. La zone est accessible via la route nationale de l'arrière-pays de Christmas Valley. Les dunes mesurent jusqu'à 18 mètres de haut. Il s'agit du plus grand système de dunes de sable mouvantes à l'intérieur des terres du nord-ouest du Pacifique. Les dunes sont composées principalement de cendres et de pierre ponce provenant de l'éruption du mont Mazama qui a formé le Crater Lake il y a 7 000 ans. Environ 36 km² de dunes sont ouvertes aux véhicules.

## Administration
La zone des dunes de sable de Christmas Valley est administrée par le Bureau of Land Management. Les véhicules tout-terrain ne sont autorisés que sur des itinéraires spécifiques et dans des zones désignées. Le camping est limité aux sites désignés dans la zone de préoccupation environnementale critique. Les installations publiques les plus proches sont situées dans la communauté de Christmas Valley, à environ 25 km,.

## Loisirs

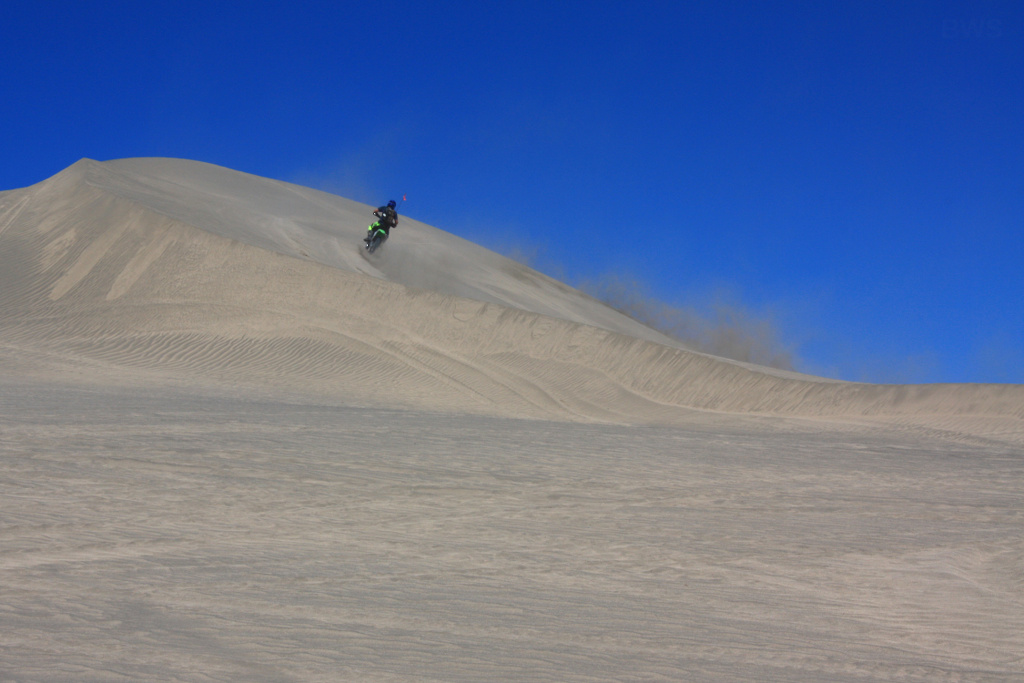
Un motocycliste escalade une dune

Les dunes sont disponibles pour une utilisation récréative hors route et en VTT dans des zones désignées. Tous les véhicules tout-terrain doivent avoir un drapeau rouge ou orange sur une antenne déployée lorsqu'ils circulent dans les dunes. Les lois nationales sur l'alcool et les drogues s'appliquent également à tous les conducteurs et passagers du véhicule,,.

## Galerie

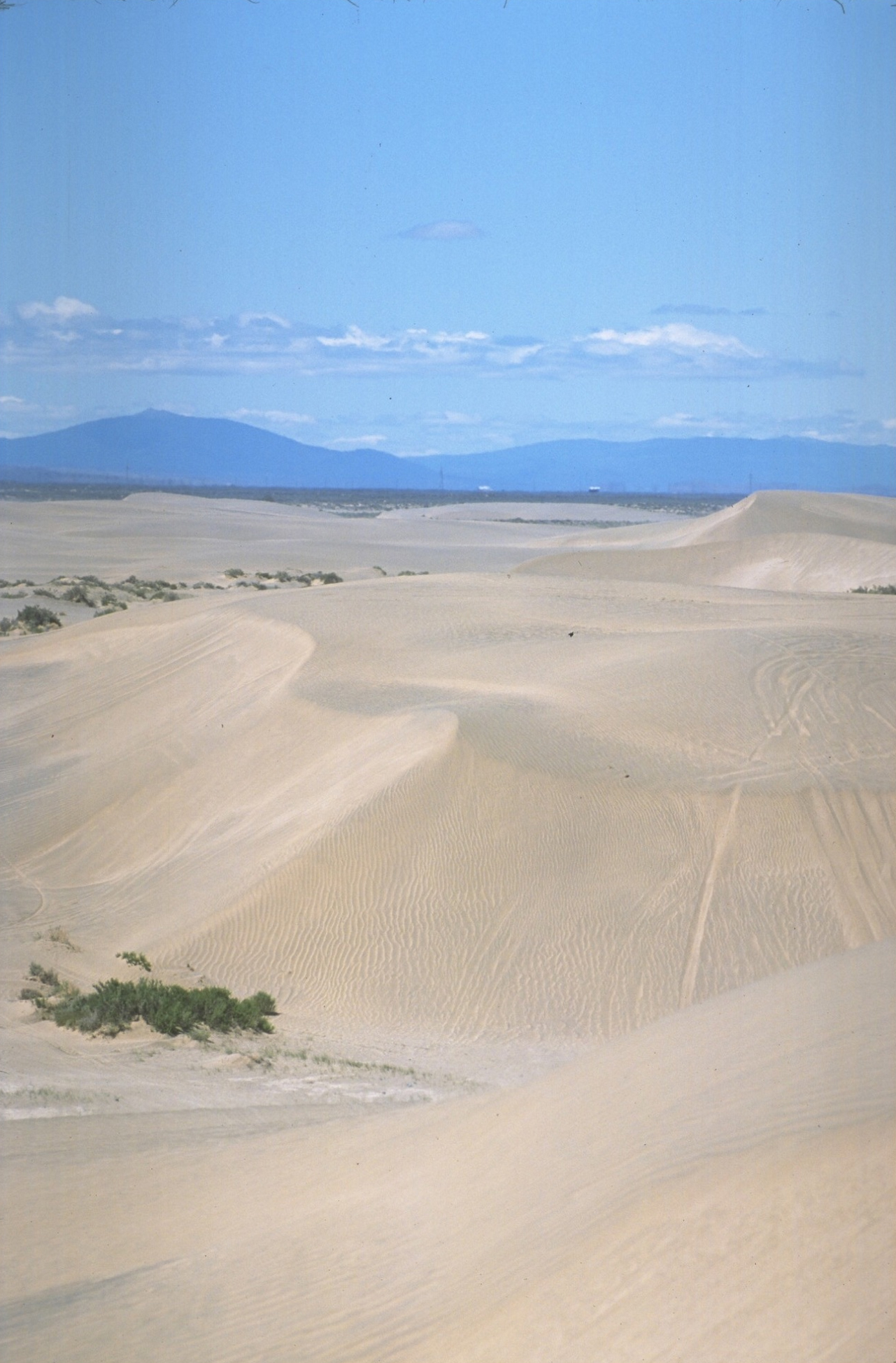
Dunes hautes et mouvantes
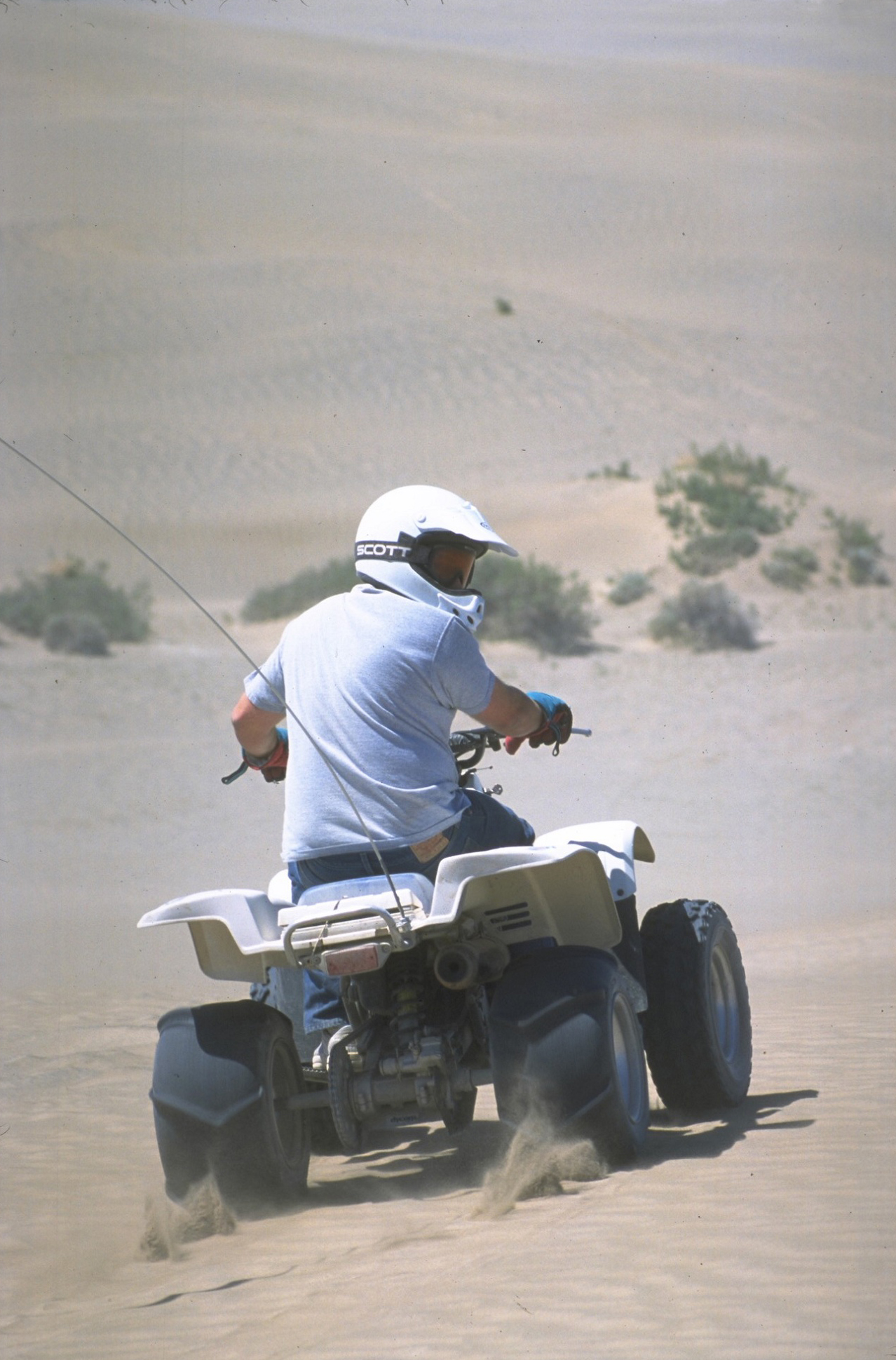
Course en véhicule tout terrain